# 半田市立板山小学校
半田市立板山小学校（はんだしりつ いたやましょうがっこう）は、愛知県半田市四方木町にある公立小学校。

## 概要
- 板山町、黒石町、金山町、桃山町、三ツ池町、行人町、君ケ橋町、吉田町（知多半島道路以西）、田代町、椎ノ木町、神田町（南知多道路以西）、神代町、池田町、高峯町、大湯町、新野町、四方木町、横山町、鵜ノ池町、十三塚町、馬捨町、砂谷町、松堀町、彦洲町（知多半島道路以西）、北滑草町（南知多道路以西）、新宮町（南知多道路以西）、稲荷町（南知多道路以西）、鴉根町、冨士ケ丘5・6丁目 であり、公立中学校の進学先は半田市立青山中学校である[1]。
- 児童福祉施設（児童心理治療施設）のならわ学園に半田市立板山小学校ならわ学園分校が設置されている。

## 沿革
- 1873年（明治6年）9月 - 伝習社（伝習学校）として開校。安養寺を仮校舎とする。
- 1874年（明治7年） - 第42番小学伝習学校に改称する。
- 1876年（明治9年） - 板山学校に改称する。
- 1887年（明治20年）5月 - 尋常小学成岩学校に統合され、板山分教場となる（1・2年生が通学）。
- 1889年（明治22年）10月1日 - 町村制により、成岩村が発足する。
- 1890年（明治23年）12月17日 - 成岩村が町制施行し、成岩町となる。
- 1892年（明治25年） - 独立し、板山尋常小学校となる。
- 1937年（昭和12年）10月1日 - 半田町、成岩町、亀崎町が合併し、半田市となる。
- 1941年（昭和16年）4月1日 - 板山国民学校に改称する。
- 1947年（昭和22年）4月1日 - 半田市立板山小学校に改称する。
- 1975年（昭和50年）9月 - 現在地に校舎が完成し、移転する。
- 1976年（昭和51年）7月 - プールが完成する。
- 1978年（昭和53年）3月 - 体育館が完成する。
- 1979年（昭和54年）3月 - 校舎を増築する。
- 1981年（昭和56年）4月 - ならわ学園分教場が板山小学校に移管される。

## 交通アクセス
- 知多バス半田・常滑線「ホテルパワーバンク前」より徒歩約12分。

河和線知多半田駅より、「常滑駅」行、「中部国際空港」行、「常滑市民病院」行。

## 周辺施設
- 板山こども園
- 半田市立花園幼稚園
- 半田信用金庫板山支店
- ならわ学園